# Mastigodryas sanguiventris
Mastigodryas sanguiventris är en ormart som beskrevs av Taylor 1954. Mastigodryas sanguiventris ingår i släktet Mastigodryas och familjen snokar. Inga underarter finns listade i Catalogue of Life.
Mastigodryas sanguiventris godkänns inte som art av The Reptile Database. Populationen infogas istället som synonym i Mastigodryas melanolomus. Denna population hittas i provinsen Puntarenas i Costa Rica.